# Sablia rufula
Sablia rufula là một loài bướm đêm trong họ Noctuidae.